# Eissporthalle (métro léger de Francfort)
Pour la patinoire, voir Eissporthalle Frankfurt.
Pour les articles homonymes, voir Eissporthalle.
Eissporthalle est une station du métro léger de Francfort. La station est sur la Ligne 7 du métro de Francfort (U7) dans la district de Bornheim. Situee sous la Eissporthalle Frankfurt.